# Kelly Bolsonaro
Kelly Cristina Pereira dos Santos, mais conhecida por Kelly Bolsonaro (Gama, 10 de Junho de 1986), é uma política brasileira filiada ao Republicanos e ativista conservadora, tendo sido deputada distrital em 2019. Kelly Bolsonaro ficou conhecida atuando em protestos e manifestações contra a corrução.

## Biografia

### Carreira política e vida pessoal

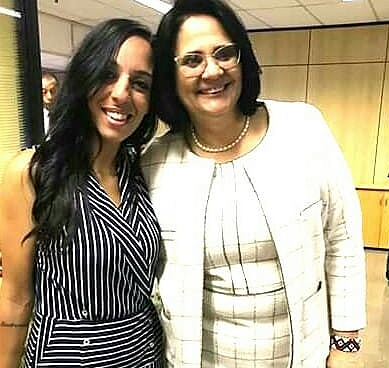
Kelly Bolsonaro e a ministra Damares Alves em 2019.

Kelly é mãe de três filhos e é casada com o empresário Jonas Monteiro. Sua empreitada política começou quando ela tinha apenas 16 anos de idade. Nas eleições de 2018, Kelly obteve 5 412 votos (0,37%), alcançando a posição de suplente. Em 23 de maio de 2019, tomou posse como deputada distrital. As pautas antiaborto e anticorrupção são suas principais bandeiras.

### Uso do nomeBolsonaronas urnas
Em 2018, Kelly decidiu utilizar o sobrenome Bolsonaro nas urnas eletrônicas, com autorização do próprio presidente. O apelido foi adotado por afinidade ao presidente Jair Bolsonaro. A adoção de apelidos nas urnas eletrônicas é permitida pela Lei 9.504/97.

## Controvérsias

### Invasão ao estádio do Mané Garrincha
Em Fevereiro de 2016, Kelly foi responsável por fazer a abertura do evento Fora Dilma, invadindo o campo de futebol do estádio Mané Garrincha com um cartaz divulgando a data que iniciou os eventos, e em seguida foi expulsa pela segurança do local.

### Invasão ao Palácio do Planalto
Em Abril de 2016, em um encontro de Dilma Rousseff com representantes da Marcha das Margaridas e da Central Única dos Trabalhadores (CUT) no Palácio do Planalto; Kelly Bolsonaro invadiu o local vestida com uma camiseta escrita “Impeachment é democracia” nas cores da bandeira nacional, e foi expulsa pela segurança do planalto.[carece de fontes?]